# Cruzado brésilien
Pour les articles homonymes, voir Cruzado.
Le cruzado brésilien (Cz$, code ISO 4217 BRC) est l'unité monétaire du Brésil en vigueur de 1986 à 1989. Son nom est celui d'une ancienne pièce en or portugaise, qui avait une valeur d'environ 400 réis et circulait à l'époque où le Brésil était encore une colonie du Portugal.

## Histoire
Le Brésil subit un processus inflationniste intense à partir du milieu des années 1970,  qui atteint son apogée au début des années 1980 (connues au Brésil comme « la décennie perdue »). Le cruzado est créé le 28 février 1986 dans le cadre du plan Cruzado (pt), un ensemble de mesures visant à contenir l'inflation mais qui se révélera inefficace : alors que le cruzado remplace le deuxième cruzeiro (un cruzado = mille cruzeiros), il sera lui-même remplacé le 16 janvier 1989 par le nouveau cruzado (un nouveau cruzado = mille cruzados).
La création du cruzado marque le retour des centavos (« centimes ») comme subdivision de la monnaie, qui avaient été abolis en 1984 en raison de la forte dévaluation du cruzeiro.
1. ↑  (en) « Brazil Inflation - data, chart », sur TheGlobalEconomy.com (consulté le 19 août 2025)